# Justicia albovelata
Justicia albovelata är en akantusväxtart som beskrevs av W.W. Smith. Justicia albovelata ingår i släktet Justicia och familjen akantusväxter. Inga underarter finns listade i Catalogue of Life.